# Gerret van Dort Kroon
Gerret van Dort Kroon (Zuid-Waddinxveen, 14 mei 1856 - Waddinxveen, 25 maart 1920) was een Nederlandse burgemeester.

## Leven en werk
Van Dort Kroon werd in 1856 te Zuid-Waddinxveen geboren als zoon van de toenmalige gemeentesecretaris en latere burgemeester Gerret Willem Christiaan van Dort Kroon en van Remke Elisabeth van der Poort. Zijn vader vervulde tot 1887 zowel het ambt van burgemeester als van gemeentesecretaris van de gemeente. Na diens vertrek werd Van Dort Kroon benoemd als gemeentesecretaris van Waddinxveen. Beide functies werden gescheiden en pas na het vertrek van drie achtereenvolgende burgemeesters, Raoul Tissot, Pieter Rupke en Sebo Cornelis Tuijmelaar werd Van Dort Kroon in 1910 benoemd tot burgemeester van Waddinxveen. Van Dort Kroon bewoonde de door zijn vader gebouwde ambtswoning, "De Beukenhof", aan de Kerkweg te Waddinxveen. In 1914 werd Van Dort Kroon benoemd tot dijkgraaf van de Zuidplaspolder.
Van Dort Kroon trouwde op 9 mei 1890 met Catharina Maria van der Torren, dochter van de grootgrondbezitter Kors van der Torren. Van Dort Kroon overleed in maart 1920 in zijn woonplaats Waddinxveen op 63-jarige leeftijd.
In Waddinxveen werd de G. van Dort Kroonweg naar hem genoemd.